# Arazbar
Arazbar è un comune dell'Azerbaigian situato nel distretto di Ağcabədi. Conta una popolazione di 1 279 abitanti.